# Strzelectwo na Letnich Igrzyskach Olimpijskich 1912 – runda podwójna do sylwetki jelenia
Strzelanie do sylwetki jelenia - runda podwójna było jedną z konkurencji strzeleckich rozgrywanych podczas V Igrzysk Olimpijskich w Sztokholmie. Zawody zostały rozegrane 3 lipca w Kaknäs.
W zawodach wzięło udział dwudziestu strzelców z sześciu państw.

## Wyniki
| Miejsce | Zawodnik             | Pinkty |
| ------- | -------------------- | ------ |
| 1       | Åke Lundeberg        | 79     |
| 2       | Edward Benedicks     | 74     |
| 3       | Oscar Swahn          | 72     |
| 4       | Alfred Swahn         | 68     |
| 4       | Per-Olof Arvidsson   | 68     |
| 6       | Anders Lindskog      | 67     |
| 7       | Erik Sökjer-Petersén | 65     |
| 8       | Emil Lindewald       | 64     |
| 9       | Gustaf Lyman         | 61     |
| 10      | Charles de Jaubert   | 60     |
| 11      | Walter Winans        | 59     |
| 12      | Hjalmar Frisell      | 58     |
| 12      | Johan Ekman          | 58     |
| 14      | Wilhelm Dybäck       | 57     |
| 15      | William Leushner     | 49     |
| 16      | Heinrich Elbogen     | 48     |
| 17      | Erland Koch          | 47     |
| 17      | Albert Preuß         | 47     |
| 19      | Dmitrij Barkow       | 39     |
| 20      | Wasilij Skrocki      | 32     |